# Basílica de Santa Inés (Cumaná)
La Basílica Menor de Santa Inés
 es el templo católico más antiguo de la ciudad de Cumaná en Venezuela. Restaurada hacia 1853, está ubicada en el barrio de San Francisco, al lado de las ruinas del Castillo de Santa María de La Cabeza. Cabe destacar que la iglesia de Santa Inés no fue la primera en ser construida; la Iglesia de Nuestra Señora del Carmen, la cual se ubicaba entre los dos castillos de Santa María y de San Antonio, fue construida poco después del Asiento Colonial. Esta iglesia fue la primera Catedral de la ciudad, conservando canónicamente el título de concatedral dado por el papa Pio XI en la Bula pontificia Ad Munus. Al no haber sido retirado dicho título por orden papal al establecerse la Seo Cordis Iesu como nueva Catedral. El 28 de noviembre de 2023 el Papa Francisco la declara Basílica y el 19 de enero de 2024 se realizó la Solemne dedicación del altar y la iglesia por parte de Mons. Jesús González de Zárate Arzobispo de Cumaná, junto a los obispos sufragáneos y al Arzobispo emérito de Coro., en la misma celebración se hizo la lectura oficial del decreto de elevación a Basílica por parte del Canciller de la Arquidiócesis Pbro. Mauricio Rodríguez Gil.

## Importancia
La Basílica de Santa Inés de Cumaná, fue construida sobre los restos de la Iglesia Parroquial, que también funcionó como Ermita del Carmen. De planta basilical de tres naves, dividida por arcos apoyados en columnas dóricas y fuste estriado. El presbiterio se encuentra definido en elevación con respecto a las naves y enmarcado por un arco toral de medio punto. En su fachada principal flanquean dos torres campanarios de sección cuadrada, divididas en cuatro cuerpos y rematadas, cada una, por linternas octogonales con una cúpula de lámina metálica y pináculo; en su centro, se destaca un atrio con tres arcos de medio punto, posados sobre columnas dóricas. En el templo se conserva una cantidad importante de imágenes coloniales, de las cuales algunas ya se encuentran restauradas. Se sabe de la existencia de 52 fosas (aun cuando no se han identificado los lugares exactos) donde se encuentran enterrados personajes relevantes de la sociedad cumanesa. Fue declarada Monumento Histórico Nacional el 2 de agosto de 1960 según el Decreto N.º 26.320. 
La importancia histórica espiritual y patrimonial de la iglesia motivó a que el Arzobispo Mons. Jesús González de Zárate en abril de 2023 solicitara a la Santa Sede que se le concediera al Templo el Título de “Basílica Menor”, esto con la ayuda del trabajo documental del para ese momento, Director del Secretariado de Liturgia de la Arquidiócesis de Cumaná Pbro. Mauricio Rodríguez Gil; se logró también en un tiempo récord que el Santo Padre Francisco en noviembre del mismo año concediera al Templo el título de Basílica Menor. Esta noticia llenó de gran alegría a toda la ciudad, y el 19 de enero de 2024, el Sr. Arzobispo presidió la Solemne Ceremonia donde se ejecutaba el Decreto de Elevación a Basílica y se hacían públicas las Insignias Basilicales.
Santa Inés es considerada por la Iglesia Católica como la patrona de la pureza. Es una de las santas más populares de la cristiandad, es probable que haya sido martirizada al principio de la persecución de Diocleciano, quien publicaría sus edictos en marzo del año 303 de nuestra era. Todos los años, una celebración especial es llevada a cabo en la ciudad para venerar la reliquia de Santa Inés Virgen y Mártir, patrona de la ciudad. El evento consiste en una procesión que recorre el centro de la ciudad y termina en la Iglesia.

## Pieza actualmente robada

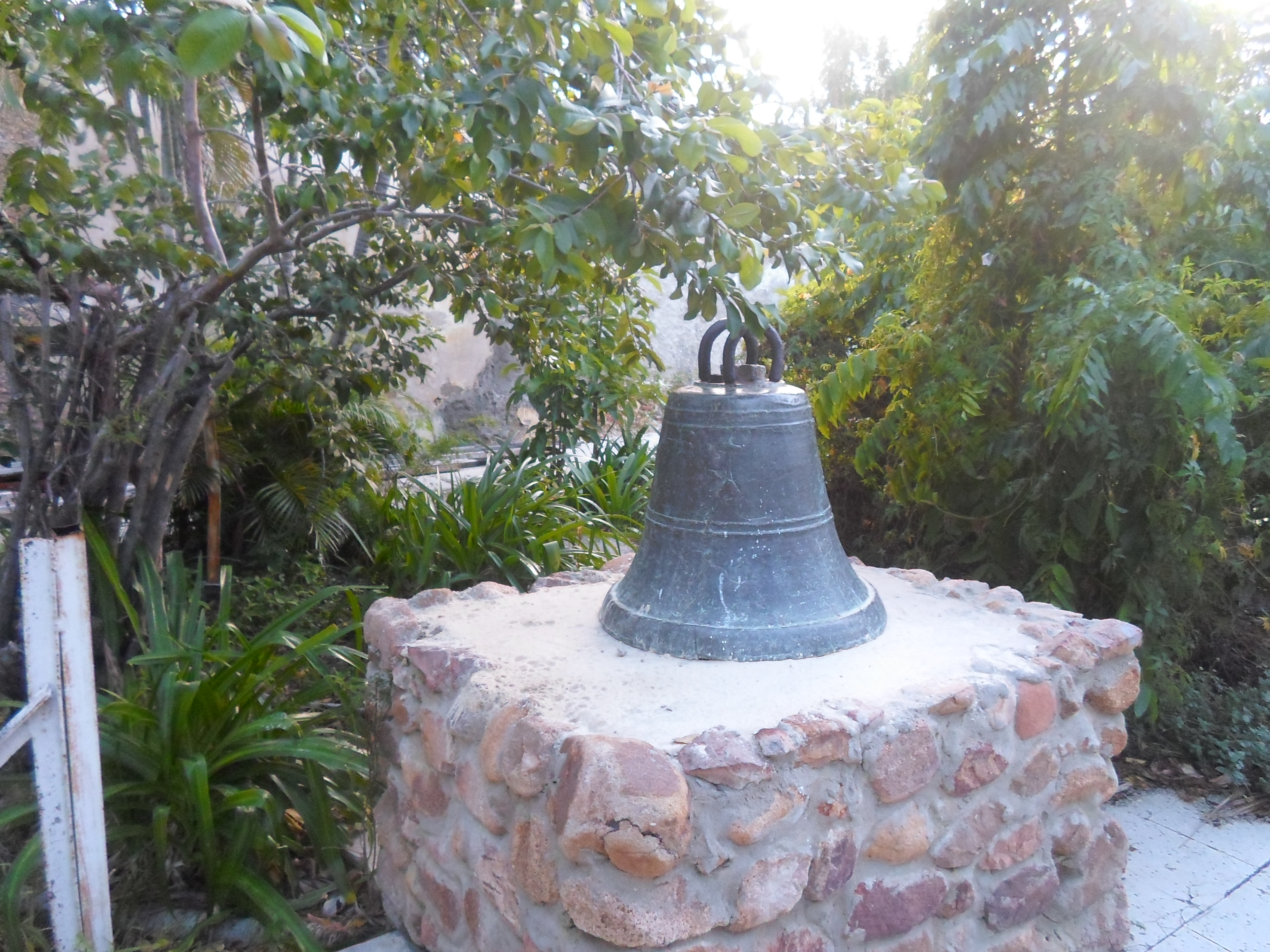
Campana de la Iglesia en su base de piedra

La iglesia cuenta con varias piezas patrimoniales, entre ellas una campana de bronce, de cerca de 500 kg, del siglo XVIII, que era exhibida en el patio lateral del templo en una base de piedra. Esa campana formaba parte de la iglesia original que fue construida entre 1862 y 1866. A finales de marzo de 2018 la campana fue hurtada, se desconoce cómo pudieron moverla de la base.